# Chevrolet Kodiak
Kodiak é um utilitário americano leve da Chevrolet. O Kodiak também é conhecido como GMC Topkick, é um dos caminhões mais conhecidos, sempre foi muito utilizado no cinema e como um caminhão de carga. Também é muito util como caminhão de lixo, sendo que no Brasil foi muito vendido em outras funções.